# 犬学
Cynology、すなわち犬学(いぬがく、けんがく)は、イヌ科に属する動物、すなわち飼いイヌや一般のイヌについての学問である。日本語においてはイヌ学という表記もみられる。
派生語にcynologist、すなわち「犬学者」がある（後述）。
英語では、イヌのブリーダーやトレーナー、非公式にイヌを研究している愛好家、そしてイヌに関連するテーマについて書いている作家による、動物学的かつ真剣なイヌの研究を指すこともある。
本項目では特にことわりのない限り、英語における“cynology”、および印欧語におけるcynologyの同源語の運用について解説する。

## 語源
Cynologyは、イヌについての学問を意味する複合語(ギリシア語 κύων、kyōnの属格である κυνός、kynos、すなわち"イヌ"と、 -λογία、-logiaからなる単語)である。この単語は主要な英英辞典に載っておらず、英語圏の国において科学の学問として体系づけられていない。ドイツ語やオランダ語のkynologieや、hound(猟犬)という単語の由来であるインド・ヨーロッパ祖語の*ḱwon-が語源であるロシア語のкинологияのように、これと類似した単語は他言語にみられる。
κυνという単語もまた、canine(イヌ科の)やhound(猟犬)という単語とつながりを持つ、cynic(犬儒学派)という英単語の語源になっている。

## 英語での用法
英語における「-logy」という接尾辞は、科学的研究における研究内容、学問、分野を意味する。この種類の英語の結合辞は科学と関係のない職業からすると、科学的に厳密であるという印象を受けるかもしれない。
"cynology"という英単語の使用は稀である。ときにイヌのしつけに関する学会の名前に用いられることもあり、その場合犬のトレーナーをcynologistと呼ぶこともある。非公式にイヌについて研究している人は、真剣な研究や科学的な仕事を示唆するために、自身を“cynologist”と呼ぶこともある。

## イヌについての研究
一般に、犬に関する文献や側面、そしてその分野(ナショナルやジャパンケネルクラブ)の形式的な枠組みを熟知している人々によって、 イヌについての研究および事柄は研究と出版がされている。特に、生物学者、遺伝学者、動物学者、動物行動学者や他の科学者、歴史学者、獣医、犬種の専門家によって研究されている。
非公式には、科学的な訓練を受けていない人がイヌを研究していることもある。例えば、広報担当者、作家、ブリーダー、トレーナー、警察犬、アニマルコミュニケーターなどが、文献、歴史、個人の経験を通して研究している。実際、役立つ本やビデオテープの多くはイヌの非公式な研究に基づいて作られている。ごく稀だが、自身を“cynologist”と呼ぶ人の中には、獣医学、犬の繁殖、その発展、そしてイヌに関する文学や歴史のようなものを研究していることもある。

## 他言語での用法
英語における“cynology”は、他のニュアンスや、英語以外の言語(ドイツ語のde:Kynologie、オランダ語のnl:Kynologie、チェコ語のcs:Sportovní kynologieを参照)で他の用法を含んでいるかもしれない。
“cynologist”という単語は「イヌの専門家」を指すことが多い。それは例えば、公認の医療専門家や審査員、ブリーダー、飼育するのが好きな人、公認のイヌのトレーナーやプロの調教師のような人のことである。
- ロシアでは類似する単語がイヌの調教師やトレーナーの意味で使われる。[9][10]
- アルメニアでは動物病院がイヌの訓練を補助するため、“cynologist”を提供した。[11]
- 「バルト諸国のcynologyが発展するために捧げられた」バルト諸国のある雑誌(科学の専門雑誌ではなく趣味で作られた雑誌)には、イヌの訓練やショー、そして獣医学的な助言が書かれている。[12]